# Боненж лез Ардр
Боненж лез Ардр (фр. Bonningues-lès-Ardres) насеље је и општина у североисточној Француској у региону Север-Па д Кале, у департману Па де Кале која припада префектури Сент Омер.
По подацима из 2011. године у општини је живело 699 становника, а густина насељености је износила 65,94 становника/km². Општина се простире на површини од 10,6 km². Налази се на средњој надморској висини од 43 метара (максималној 184 m, а минималној 34 m).

## Демографија
| 1962. | 1968. | 1975. | 1982. | 1990. | 1999. | 2011. |
| ----- | ----- | ----- | ----- | ----- | ----- | ----- |
| 439   | 451   | 401   | 457   | 443   | 509   | 699   |

График промене броја становника у току последњих година